# Împăratul Go-Mizunoo
Împăratul Go-Mizunoo (japoneză 後水尾天皇; 29 iunie 1596 - 11 septembrie 1680) a fost al 108-lea împărat al Japoniei,   potrivit ordinii tradiționale de succesiune.